# Vapensmeden (opera)

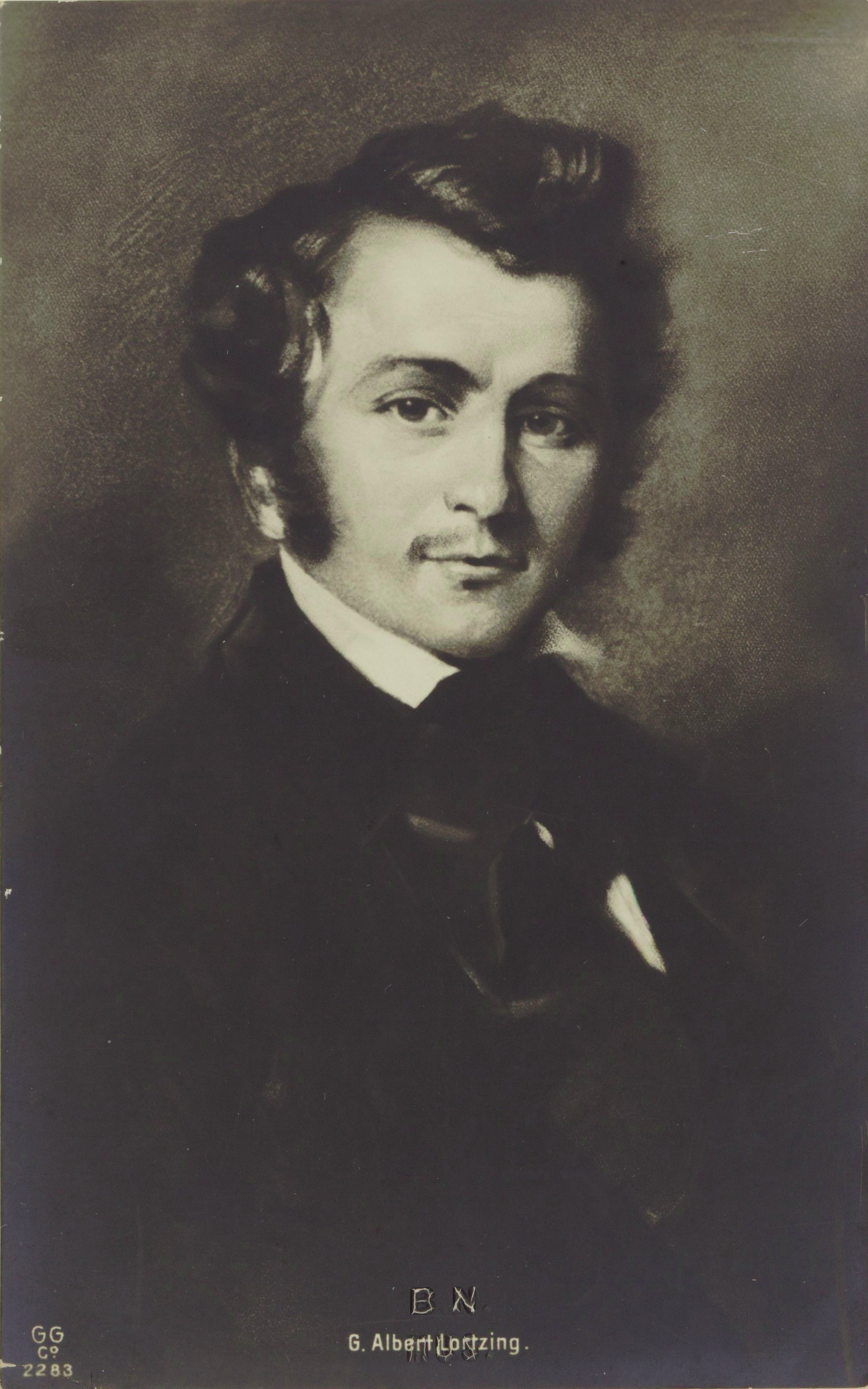
Albert Lortzing

Vapensmeden (Der Waffenschmied) är en komisk opera i tre akter med musik av Albert Lortzing. Även här var han - som oftast - sin egen librettist. Som förlaga tjänade Friedrich Julius Wilhelm Zieglers lustspel Liebhaber und Nebenbuhler in einer Person. Operan anses som hans tredje mest populära verk.

## Historia
Lortzings verk tillhör Biedermeierepoken. 
Allt sedan sin egen skådespelartid hade Lortzing åtskilliga gånger spelat rollen som greven i Zieglers lustspel och han var väl förtrogen med texten. Om karaktärerna i lustspelet var ytterligt grovt tecknade så framstår de i Lortzings libretto betydligt mer naturliga och trovärdiga.
Efter att ha försökt sig på den romantiska operagenren med Undine återvände Lortzing med Vapensmeden till det tyska sångspelet. Verket hade premiär på Theater an der Wien 30 maj 1846 med Lortzing som dirigent. Rollen som Marie skrevs av Lortzing med Jenny Lind i åtanke men sjöngs vid premiären av Marie Eder och rollen som Stadinger sjöngs av Joseph Staudigl. Operan blev tillräckligt framgångsrik så att Lortzing blev erbjuden posten som kapellmästare vid nämnda teater, en anställning han innehade till revolutionerna 1848, då han återvände till Leipzig. Arnold Schönberg arrangerade Lortzings opera för fyrhändigt piano.
Svensk premiär på Stora Teatern, Göteborg den 9 oktober 1864.

## Personer
- Hans Stadinger, berömd vapensmed och veterinär (Bas
- Marie, hand dotter (Sopran)
- Riddaren greve von Liebenau, även under namnet Konrad (Baryton)
- Georg, hans väpnare (Tenor)
- Riddaren Adelhof från Schwaben (Bas)
- Irmentraut, Maries guvernant (Mezzosopran)
- Brenner, värdshusvärd och Stadingers svåger (Tenor)
- En smedgesäll (Bas)
- Manliga och kvinnliga borgare, smedgesäller, grannar, barn, festtåg, riddare, väpnare, härolder, pager, trumpetare, flickor, hovdamer (kör)

## Handling
Plats: Worms
Tid: 1500-talet
Akt I
Under namnet Konrad arbetar greve von Liebenau tillsammans med väpnaren Georg i Stadingers smedja för att kunna gifta sig med dennes dotter Marie. Han är väl medveten om Stadingers aversion mot adeln, som har sin grund i att dennes hustru en gång blev förförd av en adelsman. Fröken von Katzenstein vill gifta sig med riddaren Adelhof men Marie står i vägen. Om hon kan få Konrad att gifta sig med Marie, skulle riddaren bli fri. Adelhof försöker övertala Stadinger till att ge sitt samtycke till äktenskapet med Marie. Under tiden övertygar sig Liebenau en sista gång om Maries trohet genom att uppvakta henne som greve, men avvisas av både fadern och dottern.
Akt II
Konrad och Marie är säkra på sin kärlek. Stadinger motsätter sig förbindelsen trots Adelhofs förordan och visar ut alla ur huset. Bakom Adelhofs inblandning anar Georg en komplott iscensatt av fröken von Katzenstein och han tänker ut en plan. Under tiden visar det sig att Stadinger på grund av ett vad endast kan skänka sin dotterns hand åt Georg. Georg tiger, men Adelhof, som begrundar det nya läget, rekommenderar nu Georg som svärson.
Stadinger firar sitt 25-årsjubileum som mästare, men under festen iscensätter Liebenau en enlevering av Marie. Han har sedan tänkt sig att som Konrad låtsas befria henne. Det hela slutar dock i katastrof, eftersom Liebenau inte lyckas övertala Stadinger till att vägra ge sitt samtycke till äktenskapet mellan Georg och Marie. Stadinger hotar med att skicka Marie i kloster.
Akt III
Konflikten verkar olöslig och inte ens Brenners intervention för Maries skull är till någon hjälp. Adelhof gör en ny framstöt genom att försöka yppa Liebenaus identitet, men tvingas genom kraftfulla hotelser till tystnad. Då erhåller Stadinger en skrivelse från stadsstyrelsen, som för att värna om den allmänna ordningen anbefaller ett äktenskap mellan Konrad och Marie. Den intet ont anande Stadinger som inte vet om att brevet är skrivet av Liebenau, samtycker till äktenskapet. I förvåning upptäcker han vid bröllopet svärsonens sanna identitet.